# Вів'єн Редінг
Вів'єн Редінг (люксемб. Viviane Reding; нар. 27 квітня 1951, Еш-сюр-Альзетт, Люксембург) — люксембурзька політична діячка, колишній Єврокомісар з питань юстиції, фундаментальних прав та громадянства. Як професійна журналістка зробила професійну кар'єру в провідній газеті Люксембургу «Luxemburger Wort», ще раніше здобула докторський ступінь з гуманітарних наук в паризькому університеті Сорбонна. З 1986 до 1998 року була Головою Люксембурзької спілки журналістів. 27 листопада 2009 року її кандидатуру висунуто до складу другої Комісії Баррозу і затверджено на посаді заступника Голови та Єврокомісара з питань правосуддя, фундаментальних прав і громадянства. Прийнята в члени Європейської народної партії.

## Політична діяльність
Розпочала свою політичну кар'єру в 1979 році як депутат парламенту Люксембургу, займаючи такі посади:
- Голова соціального комітету
- Член правління Палати депутатів
- Член парламенту Бенілюксу
- Член Північноатлантичної Асамблеї (консультативної міжпарламентської організації НАТО), очолюючи групу християнських демократів/консерваторів.

Потім з 1989 по 1999 рік керувала делегацією ЄНП від Люксембургу в Європарламенті та була членом бюро групи.
У Європейському парламенті близько 3 років обіймала посаду голови Комітету з петицій та по 2 роки посаду заступника голови Соціального комітету і заступника голови Комітету з питань громадянських свобод і внутрішніх справ.
З 1981 по 1999 рік була мировим посередником територіальної громади міста Еш, в якому була головою Комітету культури з 1992 по 1999 рік.
У 1995—1999 роках була головою Християнсько-соціальної народної партії.
З 1999 по 2004 р. перебувала на посаді Єврокомісара з питань освіти, культури, молоді, ЗМІ та спорту, а в
2004 році стала Комісаром ЄС з інформаційного суспільства та ЗМІ. На цій посаді вона відрегулювала ціни на роумінг в ЄС у бік їхнього зниження.
Її удостоєно таких нагород та відзнак:
- 1992 рік: Георгіївський Хрест від владиКаталонії
- 2001 рік: Золота медаль Європейського фонду заслуг
- 2004 р.: Почесний доктор католицького університету Фу-дзень з Тайваню
- 2004 р.: Почесний доктор Генуезького університету
- 2004 рік: медаль Робера Шумана
- 2004 р.:Почесний доктор Туринського університету
- 2005 р.: Почесна медаль Gloria Artis з Польщі
- 2005 р.: кавалер французького ордену Почесного легіону
- 2007 р.: нагорода «Інтернет лиходій» від британської Асоціації постачальників інтернет-послуг
- 2007 р.:Deutscher Mittelstandspreis
- 2009 р.: Почесний доктор римо-католицького університету Священного Серця (Люксембург)
- 2010 р.: нагорода BeNeLux Europa

9 лютого 2010 р. її було перезатверджено на третій строк повноважень у Єврокомісії як заступника Голови та Єврокомісара з питань правосуддя, фундаментальних прав і громадянства.
7 липня 2010 р. Редінг мала офіційну зустріч з генеральним секретарем Ради Європи Турбйорном Ягландом з метою розпочати спільні переговори про приєднання ЄС до Європейської конвенції з прав людини. З цього приводу на неї перед Палацом Європи (місцеперебуванням Ради Європи) в Страсбурзі скоїв напад чоловік з психічними розладами
11 липня 2011 р. Редінг висловила критику щодо повноважень, які здійснюються трьома основними кредитно-рейтинговими агентствами США, заявивши, що на порядку денному розгляд можливості розбиття цієї великої трійки.
Розлучена, має трьох дітей.